# Ле-Маньи (Верхняя Сона)
Ле-Маньи́ (фр. Les Magny) — коммуна во Франции, находится в регионе Франш-Конте. Департамент — Верхняя Сона. Входит в состав кантона Виллерсексель. Округ коммуны — Люр.
Код INSEE коммуны — 70317.

## География
Коммуна расположена приблизительно в 340 км к юго-востоку от Парижа, в 50 км северо-восточнее Безансона, в 25 км к юго-востоку от Везуля.
На западе коммуны протекает река Оньон.

## Население
Население коммуны на 2010 год составляло 131 человек.
| 1962 | 1968 | 1975 | 1982 | 1990 | 1999 | 2010 |
| ---- | ---- | ---- | ---- | ---- | ---- | ---- |
| 162  | 141  | 147  | 131  | 125  | 120  | 131  |

## Администрация
| Период | Период | Фамилия         | Партия | Примечания |
| ------ | ------ | --------------- | ------ | ---------- |
| 2001   | 2008   | Роже Милло      |        |            |
| 2008   | 2014   | Лионель Жирардо |        |            |

## Экономика

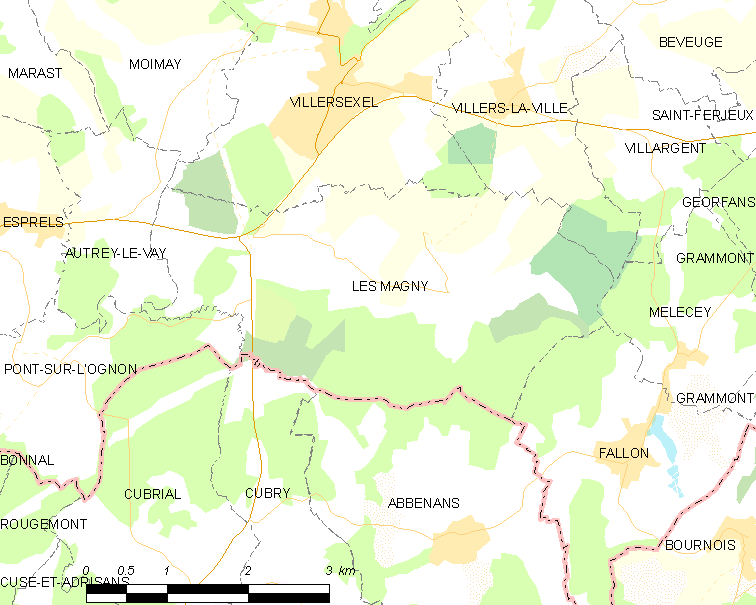
Карта коммуны

В 2010 году среди 82 человек трудоспособного возраста (15—64 лет) 61 были экономически активными, 21 — неактивными (показатель активности — 74,4 %, в 1999 году было 63,5 %). Из 61 активных жителей работали 53 человека (30 мужчин и 23 женщины), безработных было 8 (4 мужчины и 4 женщины). Среди 21 неактивных 1 человек был учеником или студентом, 11 — пенсионерами, 9 были неактивными по другим причинам.